# Désignation du pays organisateur du Championnat d'Europe de football 2016
La désignation du pays organisateur du Championnat d'Europe de football 2016 a eu lieu le 28 mai 2010 à Genève en Suisse. La France a été choisie comme pays organisateur. 

## Enjeux
L’enjeu est chaque année plus important avec une augmentation répétée du budget. Les revenus de la billetterie ont ainsi augmenté de 350% en seulement douze années.
Pour des raisons techniques, il est temporairement impossible d'afficher le graphique qui aurait dû être présenté ici.

## Candidatures
3 candidatures officielles ont été déposées par la Turquie, la France et l'Italie.
D'autres pays avaient l'intention de le faire, avant de faire marche arrière :
- L'Écosse et le Pays de Galles qui devaient présenter une candidature commune[2].
- La Suède et la Norvège, le 9 décembre 2009, les gouvernements norvégien et suédois ont refusé d'apporter leur soutien à la candidature commune de l'euro 2016[3].

## Votes
| Fédération candidate | 1er tour (points) | 2e tour (voix) |
| -------------------- | ----------------- | -------------- |
| France               | 43                | 7              |
| Turquie              | 38                | 6              |
| Italie               | 23                |                |
| Total                | 104               | 13             |

### Comité exécutif
1. Michel Platini (président)
2. Senes Erzik
3. Geoff Thompson
4. Ángel María Villar
5. Marios N. Lefkaritis
6. Joseph Mifsud
7. Giancarlo Abete (it)
8. František Laurinec
9. Gilberto Madaíl
10. Grigoriy Surkis
11. Liutauras Varanavicius
12. Allan Hansen
13. Mircea Sandu
14. Michael van Praag
15. Theo Zwanziger

Du fait de leur nationalité, Michel Platini et Şenes Erzik n'ont pu participer à aucun des deux tours du scrutin. Giancarlo Abete n'a pu participer qu'au second tour.

## Exigences d'hébergement
Un minimum de neuf stades est nécessaire à l'accueil d'un championnat dans le format 24 équipes. Au moins huit stades doivent comporter plus de 30 000 sièges, quatre de ces huit stades plus de 40 000 et bénéficier d'un classement UEFA des stades 4 étoiles, et enfin au moins deux enceintes doivent pouvoir accueillir 50 000 spectateurs, avec un classement UEFA 5 étoiles.

## Historique des candidatures
Le 13 décembre 2006, l'Écosse et le Pays de Galles déposent officiellement leur candidature conjointe pour l'organisation de la compétition (au Royaume-Uni, les fédérations de football d'Écosse, du Pays-de-Galles et d'Irlande-du-Nord sont indépendantes de celle de l'Angleterre).
Le 18 avril 2007, le président de la Fédération française de football, Jean-Pierre Escalettes, déclare que la France pourrait être candidate, mais qu'aucun dossier n'a été rempli pour le moment. Le président de la Ligue professionnelle, Frédéric Thiriez, est favorable à cette candidature. Le 11 décembre 2007, dans le journal L'Équipe, le secrétaire d'État aux Sports Bernard Laporte annonce que l'État soutient pleinement l'organisation de l'Euro 2016 en France et annonce la création d'une commission chargée de faire le bilan des infrastructures disponibles et de l'état des équipements. Cette commission "Grands stades Euro 2016" voit le jour mi-janvier 2008. Elle est composée de 19 membres et était présidée par Philippe Séguin. 
Le 15 avril 2008, le secrétaire d'État aux Sports Bernard Laporte évoque la possibilité d'une alliance franco-italienne, hypothèse immédiatement démentie par Jean-Pierre Escalettes. 
Le 11 décembre 2008, le comité exécutif de l'UEFA décide que les candidats à l'organisation de l'Euro 2016 ont jusqu'au 9 mars 2009 pour « manifester leur intérêt » pour l'épreuve. Le comité estime également que neuf stades seraient nécessaires pour une compétition que la France souhaite accueillir.
Face aux difficultés logistiques rencontrées par la Pologne et l'Ukraine, pays hôtes de l'Euro 2012, l'UEFA renforce le rôle de la commission technique. Celle-ci aura ainsi le pouvoir d'éliminer des candidats sur des critères techniques et pourra établir une short list de « trois ou quatre candidats » à partir du 9 mars 2009.
Le 18 décembre 2008, le président de la Fédération italienne de football, Giancarlo Abete, déclare que la Fédération italienne étudiera la possibilité de porter l'Italie candidate et que la décision sera prise en février 2009.
Le 13 février 2009, la France confirme sa candidature. En juillet 2009, Strasbourg annonce sa candidature pour l'organisation de l'Euro 2016, et annonce la rénovation du stade de la Meinau.
Le 26 février 2009, la Norvège et la Suède annoncent leur candidature commune : « Nous pouvons organiser une vraie fête populaire avec une onde de choc dans toute la société », a déclaré le président de la fédération norvégienne, Sondre Kafjord, lors d'une conférence de presse.
Le 1er mars 2009, l'Écosse et le Pays de Galles renoncent à leur candidature commune à cause de la crise économique et du fait que le passage à un Euro disputé par 24 équipes réclame des structures bien trop importantes.
Le 2 mars 2009, l'Italie annonce officiellement sa candidature.
Le 10 mars 2009, lendemain de la date limite de dépôt des dossiers de candidatures, l'UEFA annonce avoir reçu quatre candidatures : celles de la France, de l'Italie, de la Turquie et du dossier commun Norvège-Suède.
Le 28 mai 2010, l'UEFA a désigné la France comme pays organisateur à Genève.

## Candidature de la Turquie

Logo de la candidature turque

- Stades à rénover ou à construire :
  - Istanbul : Stade olympique Atatürk, Stade existant, capacité 82 000 actuelle (Stade 5 étoiles UEFA). Une rénovation est prévue, au niveau de la couverture du stade, pour un coût d'environ 50 M€, la capacité nette pour l'Euro 2016 sera de 90 115 places assises. Pour l'Euro 2016, 8 matchs sont programmés, dont le match d'ouverture, 3 matchs de groupe, 1 huitième de finale, 1 quart de finale, 1 demi-finale et la grande finale.
  - Istanbul : Türk Telekom Arena, Stade en construction, ouverture du stade prévue pour le 29 octobre 2010. Future Stade 5 étoiles UEFA. Le stade sera l'un des rares d'Europe à avoir un toit rétractable, comme celui de l'Ajax d'Amsterdam. Le stade sera la propriété du club de Galatasaray SK. Le coût de sa construction est d'environ 180 M€. La capacité nette pour l'Euro 2016 sera de 52 514 places assises. Pour l'Euro 2016, 6 matchs sont programmés dont 4 matchs de groupe, 1 huitième de finale et 1 quart de finale.
  - Izmir : New Izmir Stadium, nouveau stade à construire, fin des travaux prévue en 2013, le coût de sa construction sera d'environ 153 M€. La capacité nette pour l'Euro 2016 sera de 43 900 places assises. Pour l'Euro 2016, 7 matchs sont programmés dont 5 matchs de groupe, 1 huitième de finale et 1 quart de finale.
  - Ankara : New Ankara Stadium, nouveau stade à construire, fin des travaux prévue en 2013, le coût de sa construction sera d'environ 177 M€. La capacité nette pour l'Euro 2016 sera de 43 403 places assises. Pour l'Euro 2016, 6 matchs sont programmés dont 4 matchs de groupe, 1 huitième de finale et 1 demi-finale.
  - Antalya : New Antalya Stadium, nouveau stade à construire, fin des travaux prévue en 2013, le coût de sa construction sera d'environ 158 M€. La capacité nette pour l'Euro 2016 sera de 44 301 places assises. Pour l'Euro 2016, 6 matchs sont programmés dont 4 matchs de groupe, 1 huitième de finale et 1 quart de finale.
  - Eskişehir : New Eskişehir Stadium, nouveau stade à construire, fin des travaux prévue en 2014, le coût de sa construction sera d'environ 125 M€. La capacité nette pour l'Euro 2016 sera de 38 792 places assises. Pour l'Euro 2016, 5 matchs sont programmés dont 4 matchs de groupe et 1 huitième de finale.
  - Bursa : Timsah Arena, nouveau stade à construire, fin des travaux prévue en 2014, le coût de sa construction sera d'environ 119 M€. La capacité nette pour l'Euro 2016 sera de 33 157 places assises. Pour l'Euro 2016, 5 matchs sont programmés dont 4 matchs de groupe et 1 huitième de finale. Le toit du stade aura la particularité d'avoir la forme d'un crocodile (en turc, timsah), symbole de l'équipe locale Bursaspor.
  - Kayseri : Stade Kadir Has, stade existant, des rénovations seront apportées pour l'Euro 2016 en 2014, le coût de ces rénovations sera de 19 M€. Le stade fait partie de la liste Stade 4 étoiles UEFA. La capacité nette pour l'Euro 2016 sera de 33 296 places assises. Pour l'Euro 2016, 4 matchs de groupe sont programmés.
  - Konya : Torku Arena, nouveau stade à construire, fin des travaux prévue en 2013, le coût de sa construction sera d'environ 119 M€. La capacité nette pour l'Euro 2016 sera de 32 967 places assises. Pour l'Euro 2016, 4 matchs sont programmés dont 3 matchs de groupe et 1 huitième de finale.

Liens
- Site officiel de la candidature de la Turquie :
- La campagne de communication invitant à soutenir l'Euro 2016 en Turquie : Vidéo N°1, Vidéo N°2
- Pourquoi la Turquie doit organiser l'Euro 2016 ? : WHY TURKEY?.
- Présentation des stades pour l'Euro 2016 : Les Stades, et les villes
- Les Stades en projet pour l'Euro 2016

## Candidature française

Logo de la candidature française

Le 11 novembre 2009, la fédération française de football a annoncé les douze villes qui recevraient la compétition ou seraient en réserve en cas de désignation de la France. Il s'agit de Saint-Denis, Marseille, Lyon, Lille, Paris, Lens, Saint-Étienne, Toulouse, Bordeaux, Strasbourg, Nice et Nancy. 
- Stades à rénover et/ou agrandir :
  - Saint-Denis : Stade de France, capacité actuelle 81 338 (Stade 5 étoiles UEFA)
  - Marseille : Stade Vélodrome, capacité actuelle 60 013 (Capacité portée à au moins 65 000,Stade 5 étoiles UEFA après agrandissement)
  - Paris : Parc des Princes, capacité actuelle 48 713 (Capacité portée à 51 000) (Stade 5 étoiles UEFA)
  - Lens : Stade Felix-Bollaert, capacité actuelle 41 809 (Capacité portée à 45 000)
  - Saint-Étienne : Stade Geoffroy-Guichard, capacité actuelle 35 616 (Capacité portée à 39 147)
  - Toulouse : Stadium, capacité actuelle 35 472 (Capacité portée à 37 050)
  - Strasbourg : Stade de la Meinau, capacité actuelle 24 000 (Capacité portée à 36 153)
  - Nancy : Stade Marcel Picot, capacité actuelle 20 087 (Capacité portée à 31 420)

- Nouveaux stades à construire :
  - Lyon : OL Land, capacité prévue 58 328 (Stade 5 étoiles UEFA)
  - Lille : Stade Pierre Mauroy, capacité prévue 50 186 (Stade 5 étoiles UEFA)
  - Bordeaux : Nouveau stade pour remplacer le Stade Chaban-Delmas, capacité prévue 42 000
  - Nice : Nouveau stade pour remplacer le Stade du Ray, capacité prévue 33 470

Dans le cas de l'euro 2016, l'UEFA a demandé à ne pas payer d'impôts. Accordée sous la présidence Sarkozy puis confirmée sous le quinquennat Hollande, cette exonération devrait coûter entre 150 et 200 millions d'euros à la France, selon l'Assemblée nationale.
Liens
- Site officiel de la candidature de la France
- Le calendrier de la candidature France
- La campagne de communication invitant à soutenir l'Euro 2016 en France

## Candidature italienne

Logo de la candidature italienne

Le 30 septembre 2009 la fédération italienne de football a annoncé les douze villes qui recevraient la compétition ou seraient en réserve en cas de désignation de l'Italie. Il s'agit de Bari, Cagliari, Césène, Florence, Gênes, Milan, Naples, Palerme, Rome, Turin, Udine et Vérone.
- Bari : Stadio San Nicola, capacité actuelle 58 248. (Rénovation prévue)
- Cagliari : Stadio Sant'Elia, capacité actuelle 23 486. (Rénovation prévue)
- Cesena : Stade Dino-Manuzzi, capacité actuelle 23 860. (Rénovation prévue)
- Florence : Stadio Artemio Franchi, capacité actuelle 47 282. (Peut être un nouveau stade proposé par ACF Fiorentina)
- Gênes : Stade Luigi-Ferraris, capacité actuelle 36 536. (Peut être un nouveau stade proposé par Genoa CFC et/ou UC Sampdoria)
- Milan : Stadio Giuseppe Meazza (San Siro), capacité actuelle 80 074. (Stade 5 étoiles UEFA) (Peut être un second stade proposé par l'Inter Milan)
- Naples : Stadio San Paolo, capacité actuelle 60 240. (Peut être un nouveau stade proposé par SSC Napoli)
- Palerme : Stadio Renzo Barbera (La Favorita), capacité actuelle 37 619. (Peut être un nouveau stade proposé par US Palerme)
- Rome : Stadio Olimpico, capacité actuelle 72 700. (Stade 5 étoiles UEFA) (Peut être un second stade proposé par SS Lazio et/ou AS Roma)
- Turin : Juventus Arena futur stade, capacité prévue 40 200. (Construction prévue)
- Udine : Stadio Friuli, capacité actuelle 41 652. (Rénovation prévue)
- Vérone : Stadio Marc'Antonio Bentegodi, capacité actuelle 39 211. (Rénovation prévue)

Liens
- Site officiel de la candidature de l'Italie

## Projet des pays ayant renoncé
Le 9 décembre 2009, les gouvernements norvégien et suédois annoncent leur refus d'apporter leur soutien à la candidature commune des deux pays.